# プエルトリコ時間
| UTC-3:30 | ニューファンドランド標準時 （ニューファンドランド夏時間はUTC-2:30） |
| UTC-4    | 大西洋標準時（大西洋夏時間はUTC-3）                                 |
| UTC-5    | 東部標準時（東部夏時間はUTC-4）                                     |
| UTC-6    | 中部標準時（中部夏時間はUTC-5）                                     |
| UTC-7    | 山岳部標準時（山岳部夏時間はUTC-6）                                 |
| UTC-8    | 太平洋標準時（太平洋夏時間はUTC-7）                                 |
| UTC-9    | アラスカ標準時（アラスカ夏時間はUTC-8）                             |
| UTC-10   | ハワイ・アリューシャン標準時                                        |

| UTC+10 | チャモロ標準時 |
| UTC-11 | サモア標準時   |

プエルトリコでは現在、大西洋標準時（AST、UTC-4）が標準時として採用されている。夏時間は実施されていない。

## IANAのTime Zone Database
IANAのTime Zone Databaseには、プエルトリコの標準時が1つ含まれている。
| 国コード | 座標            | 時間帯ID            | 注釈 | 協定世界時との差 | 夏時間 | 備考 |
| -------- | --------------- | ------------------- | ---- | ---------------- | ------ | ---- |
| PR       | +182806−0660622 | America/Puerto_Rico |      | −04:00           | −04:00 |      |